# Kostel Nalezení svatého Kříže (Visla)
Kostel Nalezení svatého Kříže (polsky: Kościół Znalezienia Krzyża Świętego) je římskokatolický železobetonový farní kostel s dřevěnou věží ve Visle, okres Těšín, Slezské vojvodství. Je farním kostelem farnosti Nalezení svatého Kříže ve Visle Głębce,  děkanát Visla diecéze bílsko-żywiecká. Kostel je  součástí Stezky dřevěné architektury v Slezském vojvodství.

## Historie
Kostel Nalezení svatého Kříže byl postaven v letech 1981–1983 na svahu hory Kozińce. K průčelí kostela je přisazena dřevěná věž, která byla přenesena ze zničeného kostela Navštívení Panny Marie v Połomi. Kostel pocházel z roku 1575, kde byl postaven na místě původního kostela z roku 1447 zničeného požárem. Kostel je zapsán v seznamu kulturních památek slezského vojvodství pod číslem A-740/66 z 5. srpna 1966.  Kostel v Połomi byl zničen vichřicí v roce 1969, pouze věž odolala. Kostel ve Visle měl sloužit místním obyvatelům a rekreantům či sezonním návštěvníkům. Dne 12. června 1983 byl vysvěcen a od 29. dubna 1984 se stal farním kostelem.

## Architektura
Kostel je železobetonová stavba pokrytá dřevěným obložením. K této stavbě je přistavěna dřevěná věž, která byla přenesena z Połomi. Návrh vypracovali architekti Marek Cempl a Piotr Wzorka z Krakova. Stavitelem byl Kaziemierz Binke.
Věž o půdorysu 8,75 x 8,40 m je přisazena k západnímu průčelí lodi je zakončena přesahujícím zvonovým patrem, které je bedněno deskami. Konstrukce věže je sloupovo-rámová, stěny věže směrem nahoru se zužují. Střecha věže je jehlanová s širší základnou a mírným sklonem, která přechází v druhé části ve štíhlý vysoký jehlan (jehlici). Věž a venkovní stěny kostela jsou kryté šindelem. Věž je vysoká 30,5 m. Vchod do věže je zastřešen valbovou stříškou. Nad vchodem do věže pod zvonovým patrem je zavěšen velký krucifix.
Loď a kněžiště kostela je "přistavěna" k věži. Vchod do kostela je netypický–prochází kněžištěm. Železobetonová konstrukce lodi a kněžiště je krytá dřevěnou šindelovou sedlovou střechou.

## Interiér
Interiér je současný. Betonové stěny jsou táflovány, takže není vidět surový beton a interiér je příjemný.
Větší část plastik pochází z dílny koňákovkého umělce Jana Krężeloka, jako Křížová cesta nebo velká socha ukřižovaného Krista na hlavním oltáři. V kostele se nachází akvarel ukazující ruiny kostela v Połomi.

## Galerie

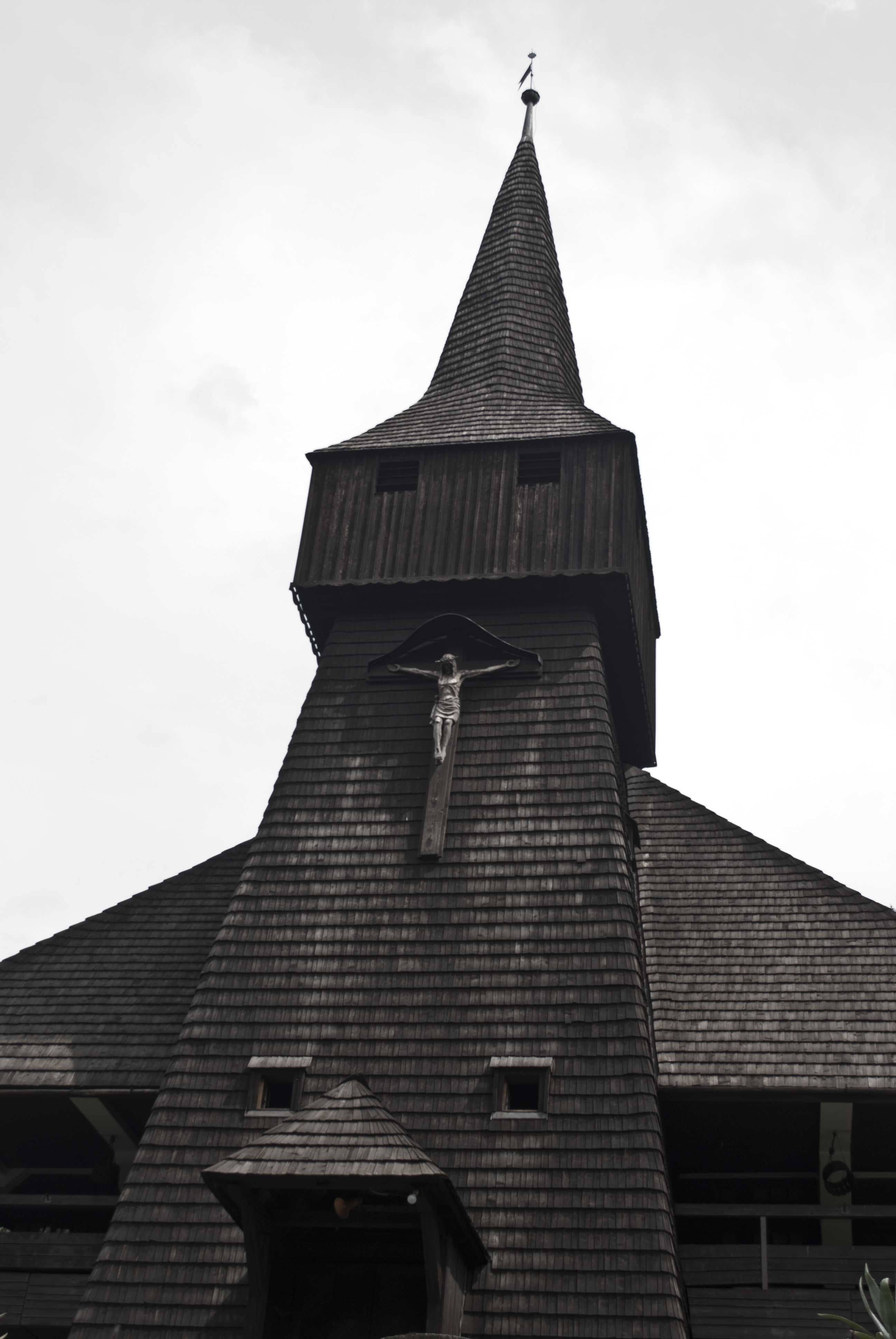
Pohled na věž
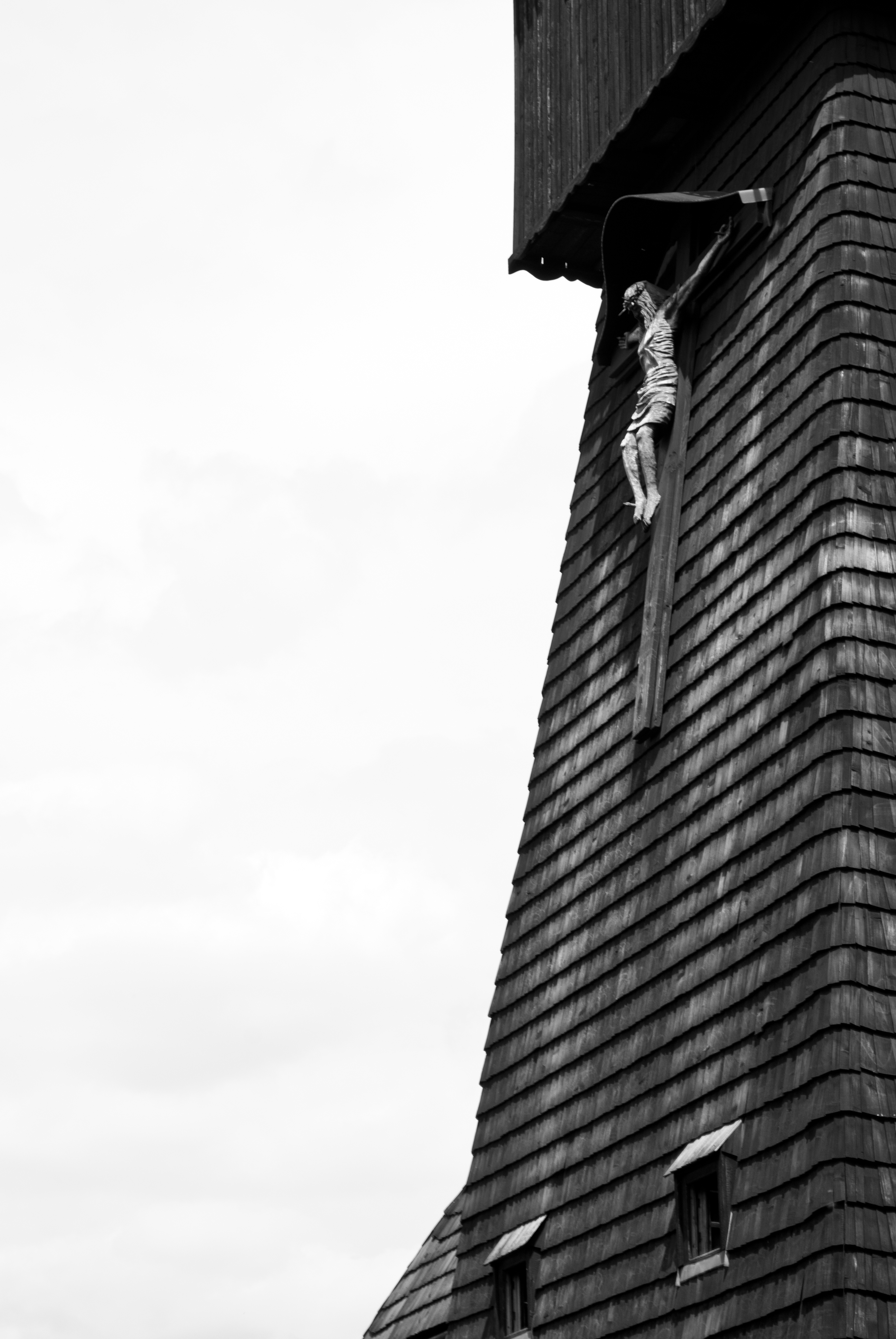
Krucifix
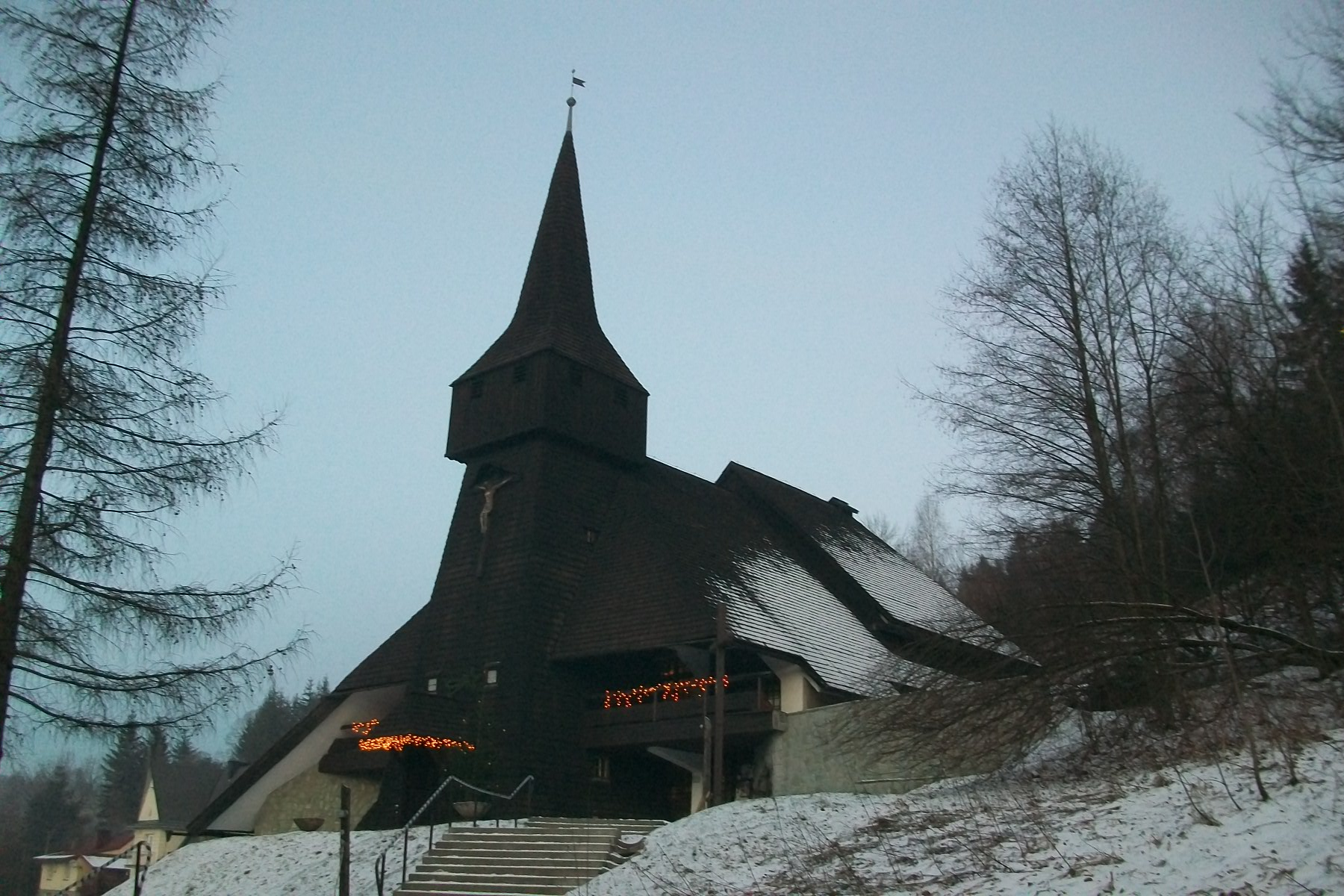
V zimě 2009